# César-díjak 1986
A 11. César-gálát 1986. február 22-én rendezték meg a párizsi Kongresszusi Palotában, Jean-Louis Barrault és Madeleine Renaud francia színészházaspár tiszteletbeli elnökletével.
Az 1985-ben francia mozikba került filmek közül a legsikeresebb Coline Serreau Három férfi, egy mózeskosár  című vígjátéka volt, 6 jelölésből 3 Césart kapott, akárcsak Luc Besson Metrója (13 jelölés). Ez utóbbi látványterveiért a magyar származású Alexandre Trauner harmadszor kapta meg a legjobb díszletért járó Césart. A többi francia film szinte mindegyike vihetett haza 1-2 díjat. A nem frankofón országokból származó legjobb külföldi film díját Woody Allen vehette át Kairó bíbor rózsája című romantikus vígjátékáért; a legjobb frankofón film pedig a svájci Francis Reusser filmdrámája, a Derborence lett.
Tiszteletbeli Césart kapott Bette Davis színésznő, Jean Delannoy, rendező, forgatókönyvíró, René Ferracci festőművész, plakáttervező, Maurice Jarre zeneszerző, valamint Claude Lanzmann, Shoah című 9 és fél órás dokumentumfilmjéért. A rendezvényen megemlékeztek az 50 évvel korábban alapított Francia Filmtár (Cinémathèque Française) munkájáról, melyet a gálán Costa-Gavras elnök képviselt.

## Díjazottak
| Díjak                                      | Díjazottak és jelöltek |
| ------------------------------------------ | --- |

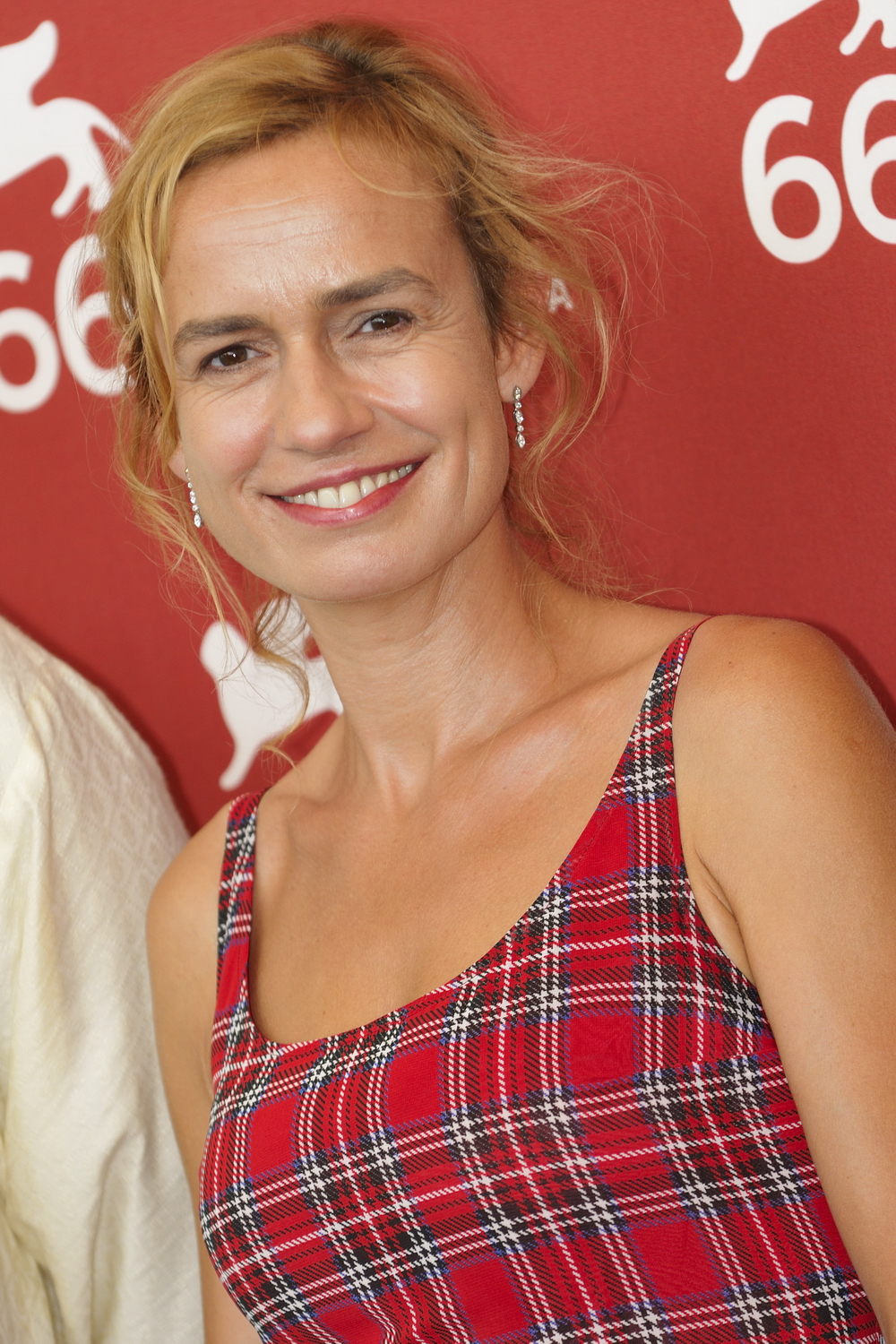
Sandrine Bonnaire,
a legjobb főszereplő színésznő (2009)

| legjobb film                               | - Három férfi, egy mózeskosár (Trois hommes et un couffin), rendezte: Coline Serreau - A csitri (L'effrontée), rendezte: Claude Miller - Nyakunkon a veszély (Péril en la demeure), rendezte: Michel Deville - Sem fedél, sem törvény (Sans toit ni loi), rendezte: Agnès Varda - Metró (Subway), rendezte: Luc Besson                                                   |
| legjobb rendező                            | - Michel Deville – Nyakunkon a veszély (Péril en la demeure) - Claude Miller – A csitri (L'effrontée) - Agnès Varda – Sem fedél, sem törvény (Sans toit ni loi) - Luc Besson – Metró (Subway) - Coline Serreau – Három férfi, egy mózeskosár (Trois hommes et un couffin)                                                                                                |
| legjobb színésznő                          | - Sandrine Bonnaire – Sem fedél, sem törvény (Sans toit ni loi) - Isabelle Adjani – Metró (Subway) - Juliette Binoche – Randevú (Rendez-vous) - Nicole Garcia – Nyakunkon a veszély (Péril en la demeure) - Charlotte Rampling – On ne meurt que deux fois |
| legjobb színész                            | - Christopher Lambert – Metró (Subway) - Gérard Depardieu – Zsaruszerelem (Police) - Robin Renucci – Escalier C - Michel Serrault – On ne meurt que deux fois - Lambert Wilson – Randevú (Rendez-vous) |
| legjobb mellékszereplő színésznő           | - Bernadette Lafont – A csitri (L'effrontée) - Catherine Frot – Escalier C - Anémone – Nyakunkon a veszély (Péril en la demeure) - Macha Méril – Sem fedél, sem törvény (Sans toit ni loi) - Dominique Lavanant – Három férfi, egy mózeskosár (Trois hommes et un couffin)                                                                                               |
| legjobb mellékszereplő színész             | - Michel Boujenah – Három férfi, egy mózeskosár (Trois hommes et un couffin) - Xavier Deluc – On ne meurt que deux fois - Michel Galabru – Metró (Subway) - Jean-Hugues Anglade – Metró (Subway) - Jean-Pierre Bacri – Metró (Subway) |
| legígéretesebb fiatal színésznő            | - Charlotte Gainsbourg – A csitri (L'effrontée) - Emmanuelle Béart – Elrejtett érzelmek (L'amour en douce) - Philippine Leroy-Beaulieu – Három férfi, egy mózeskosár (Trois hommes et un couffin) - Charlotte Valandrey – Rouge baiser - Zabou Breitman – Billy Ze Kick                                                                                                  |
| legígéretesebb fiatal színész              | - Wadeck Staczak – Randevú (Rendez-vous) - Lucas Belvaux – Ecetes csirke (Poulet au vinaigre) - Jacques Bonnaffé – La tentation d'Isabelle - Kader Boukhanef – Tea Arkhimédész háremében (Le Thé au harem d'Archimède) - Jean-Philippe Écoffey – A csitri (L'effrontée)                                                                                                  |
| legjobb operatőr                           | - Jean Penzer – On ne meurt que deux fois - Renato Berta – Randevú (Rendez-vous) - Pasqualino De Santis – A hárem (Harem) - Carlo Varini – Metró (Subway) |
| legjobb vágás                              | - Raymonde Guyot – Nyakunkon a veszély (Péril en la demeure) - Yann Dedet – Zsaruszerelem (Police) - Henri Lanoë – On ne meurt que deux fois - Sophie Schmit – Metró (Subway) |
| legjobb eredeti vagy adaptált forgatókönyv | - Coline Serreau – Három férfi, egy mózeskosár (Trois hommes et un couffin) - Olivier Assayas és André Téchiné – Randevú (Rendez-vous) - Michel Audiard és Jacques Deray – On ne meurt que deux fois - Luc Béraud, Claude Miller, Annie Miller és Bernard Stora – A csitri (L'effrontée) - Michel Deville – Nyakunkon a veszély (Péril en la demeure)                    |
| legjobb filmzene                           | - Astor Piazzolla – Argentin tangó (Tangos, l'exil de Gardel) - Claude Bolling – On ne meurt que deux fois - Michel Portal – Júdás-hadművelet (Bras de fer) - Éric Serra – Metró (Subway) |
| legjobb hang                               | - Luc Perini, Harald Maury, Harrick Maury és Gérard Lamps – Metró (Subway) - Pierre Gamet, Dominique Hennequin – A hárem (Harem) - Paul Lainé, Gérard Lamps – A csitri (L'effrontée) - Dominique Hennequin, Jean-Louis Ughetto – Randevú (Rendez-vous) |
| legjobb díszlet                            | - Alexandre Trauner – Metró (Subway) - Jean-Jacques Caziot – Júdás-hadművelet (Bras de fer) - Philippe Combastel – Nyakunkon a veszély (Péril en la demeure) - François de Lamothe – On ne meurt que deux fois |
| legjobb jelmez                             | - Catherine Gorne-Achdjian – Tea Arkhimédész háremében (Le thé au harem d'Archimède) - Jacqueline Bouchard – A csitri (L'effrontée) - Élisabeth Tavernier – Júdás-hadművelet (Bras de fer) - Christian Gasc – Randevú (Rendez-vous) |
| legjobb elsőmű                             | - Tea Arkhimédész háremében (Le Thé au harem d'Archimède), rendezte: Mehdi Charef - A hárem (Harem), rendezte: Arthur Joffé - La nuit porte-jarretelles, rendezte: Virginie Thévenet - Szigorúan személyes (Strictement personnel), rendezte: Pierre Jolivet |
| legjobb animációs rövidfilm                | - L'enfant de la haute mer, rendezte: Patrick Deniau - La campagne est si belle, rendezte: Michel Gauthier - Contes crépusculaires, rendezte: Yves Charnay |
| legjobb fikciós rövidfilm                  | - Grosse, rendezte: Brigitte Roüan - La consultation, rendezte: Radovan Tadic - Dialogue de sourds, rendezte: Bernard Nauer - Juste avant le mariage, rendezte: Jacques Deschamps - Le livre de Marie, rendezte: Anne-Marie Mieville |
| legjobb dokumentum rövidfilm               | - New York N.Y., rendezte: Raymond Depardon - La boucane, rendezte: Jean Gaumy - C'était la dernière année de ma vie, rendezte: Claude Weisz - Un petit prince, rendezte: Radovan Tadic |
| legjobb plakát                             | - Michel Landi – Tea Arkhimédész háremében (Le thé au harem d'Archimède) - Zoran Jovanovic – La forêt d'émeraude - Benjamin Baltimore – Nyakunkon a veszély (Péril en la demeure) - Benjamin Baltimore – Káosz (Ran) - Bernard Bernhardt – Metró (Subway) |
| legjobb külföldi film                      | - Kairó bíbor rózsája (The Purple Rose of Cairo), rendezte: Woody Allen ( USA) - A sárkány éve (Year of the Dragon), rendezte: Michael Cimino ( USA) - Gyilkos mezők (The Killing Fields), rendezte: Roland Joffé ( UK) - Káosz (Ran), rendezte: Kuroszava Akira ( JPN, FRA) - Kétségbeesve keresem Susant (Desperately Seeking Susan), rendezte: Susan Seidelman ( USA) |
| legjobb frankofón film                     | - Derborence, rendezte: Francis Reusser ( SUI, FRA) - La dame en couleurs, rendezte: Claude Jutra ( CAN) - Dust, rendezte: Marion Hänsel ( BEL, FRA) - Üdvözlégy, Mária! ('Je vous salue, Marie') rendezte: Jean-Luc Godard ( FRA, SUI, UK) - Visage pâle, rendezte: Claude Gagnon ( CAN, JPN) - Vivement ce soir, rendezte: Patrick Van Antwerpen ( BEL)                |
| tiszteletbeli César                        | - Bette Davis - Jean Delannoy - René Ferracci - Maurice Jarre - Claude Lanzmann |

## Többszörös jelölések és elismerések
A statisztikában a különdíjak nem lettek figyelembe véve.
| Jelölés | Díj | Magyar cím                  | Eredeti cím                 |
| ------- | --- | --------------------------- | --------------------------- |
| 13      | 3   | Metró                       | Subway                      |
| 8       | 2   | A csitri                    | L'effrontée                 |
| 8       | 2   | Nyakunkon a veszély         | Péril en la demeure         |
| 8       | 1   | –––                         | On ne meurt que deux fois   |
| 7       | 1   | Randevú                     | Rendez-vous                 |
| 6       | 3   | Három férfi, egy mózeskosár | Trois hommes et un couffin  |
| 4       | 3   | Tea Arkhimédész háremében   | Le thé au harem d'Archimède |
| 4       | 1   | Sem fedél, sem törvény      | Sans toit ni loi            |
| 3       | 0   | A hárem                     | Harem                       |
| 3       | 0   | Júdás-hadművelet            | Bras de fer                 |
| 2       | 0   | –––                         | Escalier C                  |
| 2       | 0   | Zsaruszerelem               | Police                      |